# خبز بالثوم
خبز بالثوم يتكون من قطعة من الخبز مغطاة بالثوم وزيت الزيتون أو الزبدة ثم بعد ذلك يتم تحضيرها اما بتحميصها أو شويها بالفرن. وعادة مايستخدم فيها الباجيت الفرنسي (الرغيف الفرنسي) المقطع إلى شرائح، ثم تنقع شرائح الخبز في التوابل. بعد ذلك نقوم بدهن أرغفة الخبز المقطعة بالزيت وحشوها بالثوم المفروم قبل عملية الخبز، وقد نستخدم الزبدة ومسحوق الثوم بدلا من ذلك. قد يتم تقطيع الخبز إلى شرائح طويلة منفصلة وتحشى كل واحدة على حدة.
أيضا نستطيع أن نضيف بعض التغييرات على الطريقة ونستخدم مجموعة من الأجبان، غالبا جبنة الموزاريلا أو جبنة تشيدر أو جبنة فيتا، أما في بعض المطاعم فقد يتم استخدام الزبدة بدلا من زيت الزيتون. تم اكتشاف خبز الثوم في قائمة مطاعم الولايات المتحدة منذ عام 1947 ميلادي. في الوقت الحالي، يعتبر تكساس توست الأكثر مبيعا للخبز المحمص على مستوى الولايات المتحدة مثل تلك التي خبزت عن طريق نيويورك للأطعمة المجمدة. تم تطوير خبز الثوم المجمد تجاريا عام 1970 ميلادي عن طريق كلوز لأطعمة الجودة في ولاية متشيقان. وأصبح من الشائع في البرازيل تقديم خبز الثوم كطبق رئيسي.